# Col du Sappel
Le col du Sappel est un col de montagne routier situé à 788 m d'altitude dans le massif du Jura en France.

## Géographie
Le col se trouve dans le département de l'Ain en France et relie les villes de Cerdon et de Vieu-d'Izenave.

## Cyclisme
Le Tour de France est passé une seule fois par le col du Sappel.
| Année | Étape | Parcours                | Premier au sommet                | Versant | Catégorie |
| ----- | ----- | ----------------------- | -------------------------------- | ------- | --------- |
| 2016  | 15    | Bourg-en-Bresse – Culoz | Thomas Voeckler (Direct Énergie) | Ouest   | 2         |